# Lisandro Magallán
Lisandro Magallán  (La Plata, 2 de setembro de 1993) é um futebolista argentino que atua como zagueiro. Atualmente, joga pelo Vélez Sarsfield.

## Clubes
Iniciou sua carreira no Gimnasia y Esgrima. Foi emprestado em 2013 ao Rosário Central e em fevereiro de 2016 e ao Defensa y Justicia. Neste último atuou junto com o irmão, Santiago Magallán.

## Seleção Argentina
Foi convocado para a disputa do torneio de Futebol nos Jogos Olímpicos de Verão de 2016.

## Títulos
Boca Juniors
- Campeonato Argentino: 2016–17, 2017–18

Ajax
- Copa dos Países Baixos: 2018–19
- Campeonato Holandês: 2018–19
- Supercopa dos Países Baixos: 2019